# Les Deux Gosses (film, 1924)
Pour les articles homonymes, voir Les Deux Gosses.
Pour plus de détails, voir Fiche technique et Distribution.
Les Deux Gosses est un film français réalisé par Louis Mercanton et sorti en 1924.

## Fiche technique
- Titre : Les Deux Gosses
- Réalisation : Louis Mercanton
- Scénario : Louis Mercanton et Arthur Shirley, d'après le roman de Pierre Decourcelle[1]
- Photographie : André Reybas
- Production : Phocea Film
- Pays d'origine :  France
- Format :  Noir et blanc - 1,33:1
- Date de sortie : France - 27 décembre 1924

## Distribution
- Yvette Guilbert : Zéphyrine
- Marjorie Hume : Hélène de Kerlor
- Gina Relly : Carmen de Saint-Hyriex
- Jeanne Rollette : Ernestine
- Irma Perrot : Thérèse
- Gabriel Signoret : la limace
- Jean Mercanton : Fanfan jeune
- Leslie Shaw : Fanfan
- Jean Forest : Claudinet
- Carlyle Blackwell : Georges de Kerlor
- Édouard Mathé : Robert d'Alboise
- Albert Decoeur : Mulot
- Louis Kerly : le maître d'hôtel
- Paul Guidé : Saint-Hyriex
- Andrews Engelmann : Fadart
- André Rolane : Claudinet enfant
- Paul Franceschi